# 剣徳流
剣徳流（けんとくりゅう）とは、愛宕赤星（古上武徳）が創始した捕手術を表芸とする総合武術の流派である。仙台藩で学ばれていた。

## 歴史
流祖は愛宕赤星。
天文二十三年（1554年）に山城国に生まれ、慶長十五年（1610年）までに武者修行で十二流派を学び、寛永二年（1625年）に十八流を合流し剣徳流を開いたとされる。

## 内容
剣術、捕手（体術）、槍術、薙刀術、鎌、棒術、捕縄術の七術を伝えていた。